# 嘉热·洛桑丹增·曲吉旺秀
嘉热·洛桑丹增·曲吉旺秀（？—1973年）藏族，籍贯不详，第八世嘉热活佛。

## 生平
嘉热活佛系统是强巴林寺的第五大活佛系统（该寺五大活佛系统依次为帕巴拉活佛、谢瓦拉活佛、甲热活佛、贡多活佛、嘉热活佛）。
第八世嘉热活佛已于1973年圆寂。此后长期未寻访转世灵童。